# 투라노스
투라노스(영어: turanose)는 환원성 이당류이다. D-투라노스는 자연에서 생성된다. 투라노스의 계통명은 α-D-글루코피라노실-(1→3)-α-D-프럭토푸라노스이다. 투라노스는 수크로스의 유사체로 관다발식물에 의해 대사되지 않지만, 세포 내 탄수화물 신호전달을 위한 수크로스 운반체의 작용을 통해 얻어진다. D-투라노스는 신호전달에 관여하는 것 외에도 수많은 세균과 균류를 비롯한 많은 생물체들이 탄소원으로 사용할 수 있다.